# Nathan Rosen
Nathan Rosen (hebraisk: נתן רוזן; født 22. marts 1909, død 18. december 1995) var en amerikansk-israelsk fysiker, der blev kendt for sine studier af hydrogen-atomet og sit arbejde med Albert Einstein og Boris Podolskij om EPR-paradokset. 
Einstein–Rosen-broen, senere kendt som teorien om ormehuller, var en af Nathan Rosens teorier.
1. ↑  Navnet er anført på svensk og stammer fra Wikidata hvor navnet endnu ikke findes på dansk.